# ティート・チェッケリーニ
ティート・チェッケリーニ（Tito Ceccherini, 1973年 - ）は、イタリアの指揮者。
ミラノの生まれ。ミラノ音楽院でジョヴァンニ・カルマッシにピアノ、アレッサンドロ・ソルビアーティに作曲、ヴィットリオ・パリージに指揮法を学ぶ。1996年にアンサンブル・リゾニャンツェを結成し、ニッコロ・カスティリオーニ、サルヴァトーレ・シャリーノ等の作品の紹介に尽力。

## 録音
- Sciarrino, Salvatore; Ceccherini, Tito (2003). Luci mie traditrici. Stradivarius. OCLC 55094646
- Grisey, Gérard; Ceccherini, Tito (2007). Vortex temporum : Périodes. Stradivarius. OCLC 495257063
- Scelsi, Giacinto; Ceccherini, Tito (2009). Collection. Vol. 3 = The piano sonatas. Stradivarius. OCLC 428706710
- Casella, Alfredo; Castelnuovo-Tedesco, Mario; Nordio, Domenico (2015). Concerto in La minore per violino, op. 48. Sony Music Entertainment. OCLC 913915358